# Línea 64 de TMB
La línea 64, línea suprimida el 29/2/2016 y relevada por la V11, V13 y H4

## Cronología
- 04/02/1936 - Se crea la línea de tranvía 64 (Atarazanas - Sarriá).
- 01/06/1936 - Amplía el recorrido (Barceloneta - Sarriá).
- 14/10/1945 - Recorta el recorrido (Pl. Cataluña - Sarriá).
- 10/01/1946 - Vuelve al recorrido anterior (Barceloneta - Sarriá).
- 08/06/1946 - Amplía el recorrido por Pedralbes (Barceloneta - Pedralbes).
- 16/09/1957 - Desvía su recorrido por el Paral·lel.
- 18/12/1964 - Deja de circular en contrasentido por la calle Muntaner por la remodelación de la calle.
- 08/01/1965 - 64 (Paralelo - Pedralbes).
- 12/06/1966 - Se prolonga a la Barceloneta.
- 01/10/1966 - Vuelve a circular hasta Paralelo.
- 16/06/1967 - Se prolonga a la Barceloneta.
- 01/10/1967 - Vuelve a circular hasta Paralelo.
- 03/12/1967 - Sustitución de tranvías por autobuses.
- 24/01/1968 - Por obras del metro deja de circular por el Paralelo.
- 26/02/1968 - Acabadas las obras vuelve a circular por el Paralelo.
- 16/06/1968 - Amplía su recorrido hasta la Barceloneta.
- 01/10/1968 - La prolongación hasta la Barceloneta se queda definitivamente.
- 28/03/1973 - Circula por Av. García Morato y Sta. Madrona.
- 09/08/2002 - Pasa a subir por la calle Mandri.
- 05/12/2002 - Prolonga su recorrido por el Paseo Juan de Borbón.

## Horarios
| 64         | Primer servicio A: Pedralbes | Primer servicio A: Barceloneta | Último servicio A: Pedralbes | Último servicio A: Barceloneta |
| Laborables | 05:30                        | 05:20                          | 23:10                        | 22:30                          |
| Sábados    | 05:30                        | 05:20                          | 23:10                        | 22:30                          |
| Festivos   | 06:45                        | 07:25                          | 23:10                        | 22:30                          |

## Recorrido
- De Barceloneta a Pedralbes por: Pº Juan de Borbón, Pº de Colón, Av. Paralelo, Ronda de San Pablo, Conde de Urgel, Floridablanca,  Ronda de San Antonio, Aribau, Vía Augusta, Santaló, Mandri, Pº Bonanova.

- De Pedralbes a Barceloneta por: Pº Bonanova, Pl. Bonanova, Muntaner, Sepúlveda, Villarroel, Tamarite, Viladomat, Av. Paralelo, Pº de Colón, Pº Juan de Borbón.

## Otros datos
| Prestación                   | Disponibilidad en la línea |
| ---------------------------- | -------------------------- |
| Adaptada a                   | Sí                         |
| TMB iBus (tiempo de espera ) | Sí                         |
| Pantallas informativas*      | Sí                         |
| Línea de tránsito rápido     | No                         |
| Circula en días festivos     | Sí                         |

*Las pantallas informativas dan a conocer al usuario dentro del autobús de la próxima parada y enlaces con otros medios de transporte, destino de la línea, alteraciones del servicio, etc.